# 아라카와 미호
아라카와 미호(일본어: 荒川美穂 あらかわ みほ[*], 1986년 12월 4일 ~ )는 일본의 여자 성우다. 도쿄 배우 생활협동조합 소속.
미야기현 센다이시 출신.